# PosteMobile
PosteMobile S.p.A. es una empresa de telecomunicaciones italiana del grupo Poste Italiane S.p.A. lanzada el 26 de noviembre de 2007, que opera en el sector de telefonía móvil y fija como operador de red móvil virtual (Full MVNO) en la red Wind.
Desde diciembre de 2016, PosteMobile es el patrocinador principal de la Lega Basket Serie A italiana (LBA).